# Elhanan (Bibel)

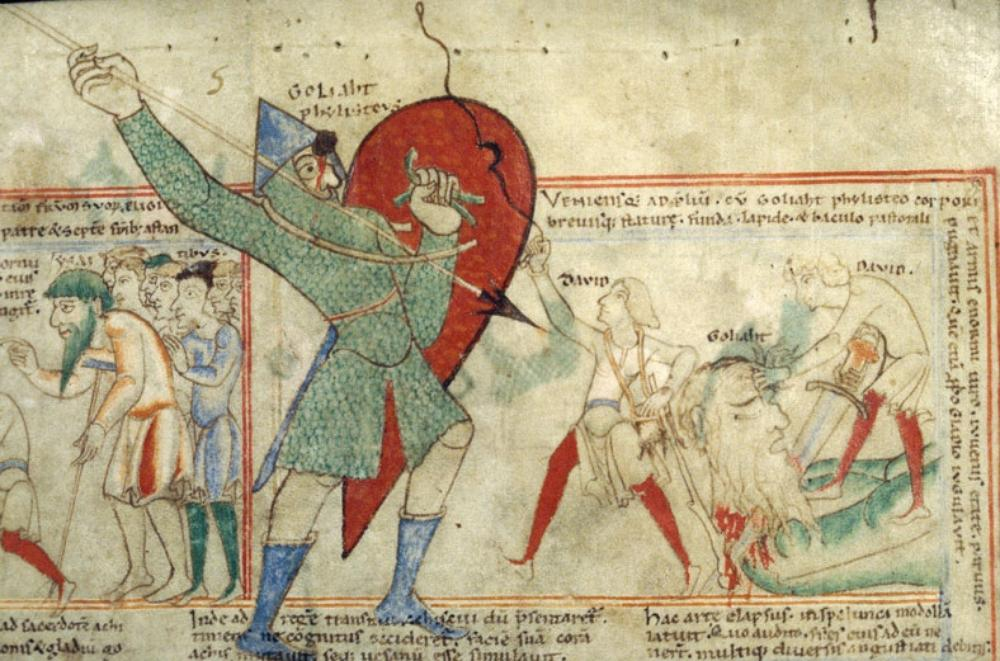
David gegen Goliat (Bibel des Étienne Harding, Bibliothèque municipale de Dijon, ms. 14, fol. 13)

Elhanan (hebräisch אֶלְחָנָן ’ælḥānān „Il hat sich erbarmt“) ist der Name zweier Elitekämpfer des Königs David in der Hebräischen Bibel. In der Septuaginta wird er transkribiert als altgriechisch Ελεαναν Eleanan, in der Vulgata lautet er ebenfalls Eleanan.
Elhanan ist die in vielen deutschsprachigen Bibelübersetzungen verwendete ökumenische Schreibweise gemäß den Loccumer Richtlinien (1970); in der Zürcher Bibel lautet der Name Elchanan.

## Elhanan, Sohn des Dodo
Nach 2 Sam 23,24  und 1 Chr 11,26  stammte er aus Bethlehem und war einer der „Dreißig Helden“ Davids. Mehr ist nicht bekannt. Möglicherweise handelt es sich (trotz unterschiedlichen Vatersnamens) um die gleiche Person wie Elhanan, Sohn des Jaïr.

## Elhanan, Sohn des Jaïr (oder: Sohn des Jare-Oregim)
Nach 2 Sam 21,19  stammte dieser Elhanan ebenfalls aus Bethlehem. Der Name des Vaters lautet gemäß dem Masoretischen Text hebräisch יַעְרֵי אֹרְגִים Ja’ǎrê ’orəgîm; bei dem zweiten Namensbestandteil handelt es sich vermutlich um eine versehentliche Doppeltschreibung des letzten Wortes in diesem Satz (hebräisch מְנוֹר אֹרְגִים mənôr ’orəgîm „Weberbaum“). Er wird daher vernachlässigt und der erste Namensbestandteil zu Jā‘îr korrigiert. Dementsprechend heißt diese Person beispielsweise in der Lutherbibel und in der Einheitsübersetzung: „Elhanan, der Sohn Jaïrs“ (in der Zürcher Bibel dagegen: Elchanan, der Sohn des Jare-Oregim).
In der Exegese zog dieser Elhanan die Aufmerksamkeit auf sich, weil von ihm berichtet wird, er habe „Goliat, den Gatiter“ erschlagen, „der hatte einen Spieß, dessen Schaft war wie ein Weberbaum“ (Vers 19). Demnach hätte Elhanan die gleiche Heldentat begangen, die in 1 Sam 17,1-58  in großer Ausführlichkeit von David erzählt wird. Das Buch der Chronik enthält eine jüngere Darstellung der Geschichte Israels, für die es unter anderem das Buch Samuel als Quelle nutzt. Dabei löste der Chronist die Schwierigkeit, ob David oder Elhanan der Riesentöter war, folgendermaßen auf: Elhanan erschlug „den Lachmi, den Bruder Goliats“ (1 Chr 20,5 ). Den Namen Lachmi gewann er wohl aus dem zweiten Teil von Elhanans Heimatort Betlehem; bei „Bruder“ (אח) könnte es sich um eine Verwechslung mit der ähnlich aussehenden hebräischen Akkusativpartikel (את) handeln.
Sowohl der Targum als auch der Midrasch (Jalkut Schimoni, Rut Rabba) identifizieren David mit Elhanan. Diese Identifikation wird auch in der modernen Exegese vertreten, allerdings als Minderheitsmeinung: Alexander M. Honeyman stellte die These auf, dass David ein Thronname sei, den Elhanan angenommen habe, als er seine Regierung über Israel angetreten habe: „Elhanan kann kein anderer sein als jener, der als David regierte; sein Name lautete eigentlich Baalhanan, und als solcher war er den edomitischen Archivaren bekannt.“ Martin Noth verwies darauf, dass in den Mari-Texten das Wort dawidum „Befehlshaber, Truppenführer“ vorkommt, das auf Davids „Söldnerführertum“ gut passe; anstelle seines eigentlichen Namens habe er den „Pseudopersonennamen“ David angenommen. Dieser eigentliche Personenname, von dem Noth meinte, er sei vergessen worden, lautete nach Meinung von Ladislas Martin von Pákozdy: Elhanan.
Weit verbreitet ist die Vermutung, dass eine Heldentat des sonst wenig bekannten Elhanan auf den viel bekannteren, nachmaligen König David übertragen worden sei. Dabei veränderte sich auch die Goliat-Erzählung. Walter Dietrich sieht auf der ältesten Stufe eine Ersetzung des Namens Elhanan durch David, begünstigt durch den gemeinsamen Herkunftsort und ähnlichen Vatersnamen beider. David wurden ja bedeutende militärische Erfolge gegen die Philister zugeschrieben, aber man wusste von ihm keine persönliche Heldentat zu berichten; da lag es nahe, ihm die Tat des Elhanan zuzuschreiben. „Goliat nahm bei diesem Wechsel erheblich an Statur zu“: wenn sein Speer einem Weberbaum glich, so malte man sich aus, wie riesenhaft der Träger dieses Speeres gewesen sein musste. „Dieser Hüne wird nun über und über mit Waffen behängt – in solcher Menge und Mischung, wie sie kein realer Krieger der Antike benutzt hat.“